# 丹属西印度国家达勒
丹属西印度国家达勒（英語：Danish West Indian rigsdaler）是1849年前丹属西印度群岛（现美属维尔京群岛）的官方货币。1元丹属西印度国家达勒可以兑换96希林（skilling）。1元丹属西印度国家达勒的币值相当于4⁄5元的丹麦国家达勒。后来丹麦国家达勒取代了丹属西印度国家达勒。

## 硬币
1766年、1767年丹属西印度群岛发行了6、12、24希林（skilling）银币。1816年发行了2、10、20希林银币，这些银币一直持续铸造到1848年。在所有的银币上都刻有丹属美洲货币（Dansk Amerik M）的字样，用以区别普通的丹麦硬币。

## 纸币
1784年及1785年发行了专用于丹属西印度群岛的5元丹麦国家达勒纸币，在原本是空白的纸币背面印上了新面额1.5元。1788年发行了正式版的丹属西印度国家达勒纸币，纸币的面额为20、50、100元。1806年20元纸币被停用，启用了5元和10元纸币。